# Sechelloscia vanmoli
Sechelloscia vanmoli is een pissebed uit de familie Philosciidae. De wetenschappelijke naam van de soort is voor het eerst geldig gepubliceerd in 1983 door Franco Ferrara & Stefano Taiti.